# Michelle Smithová
Michelle Smith de Bruin (* 16. prosinec 1969, Rathcoole) je irská plavkyně. Na olympijských hrách v Atlantě roku 1996 získala čtyři medaile – tři zlaté (400 metrů volným stylem, 200 metrů polohový závod, 400 metrů polohový závod) a jednu bronzovou (200 metrů motýlek). Je tak nejúspěšnějším irským olympionikem všech dob. Dva roky po tomto úspěchu však mezinárodní plavecká federace zakázala Smithové činnost po dobu čtyř let za manipulaci se vzorkem moči při dopingové kontrole. Pravděpodobně chtěla alkoholem skrýt látku androstenedione, metabolický prekurzor testosteronu. O olympijské medaile však nepřišla.
Její manžel a trenér, nizozemský diskař Erik de Bruin, byl v roce 1993 potrestán čtyřletým zákazem startu za doping.
Po ukončení závodní kariéry vystudovala práva na University College Dublin a pracuje jako soudní obhájkyně.